# Cratere Taylor

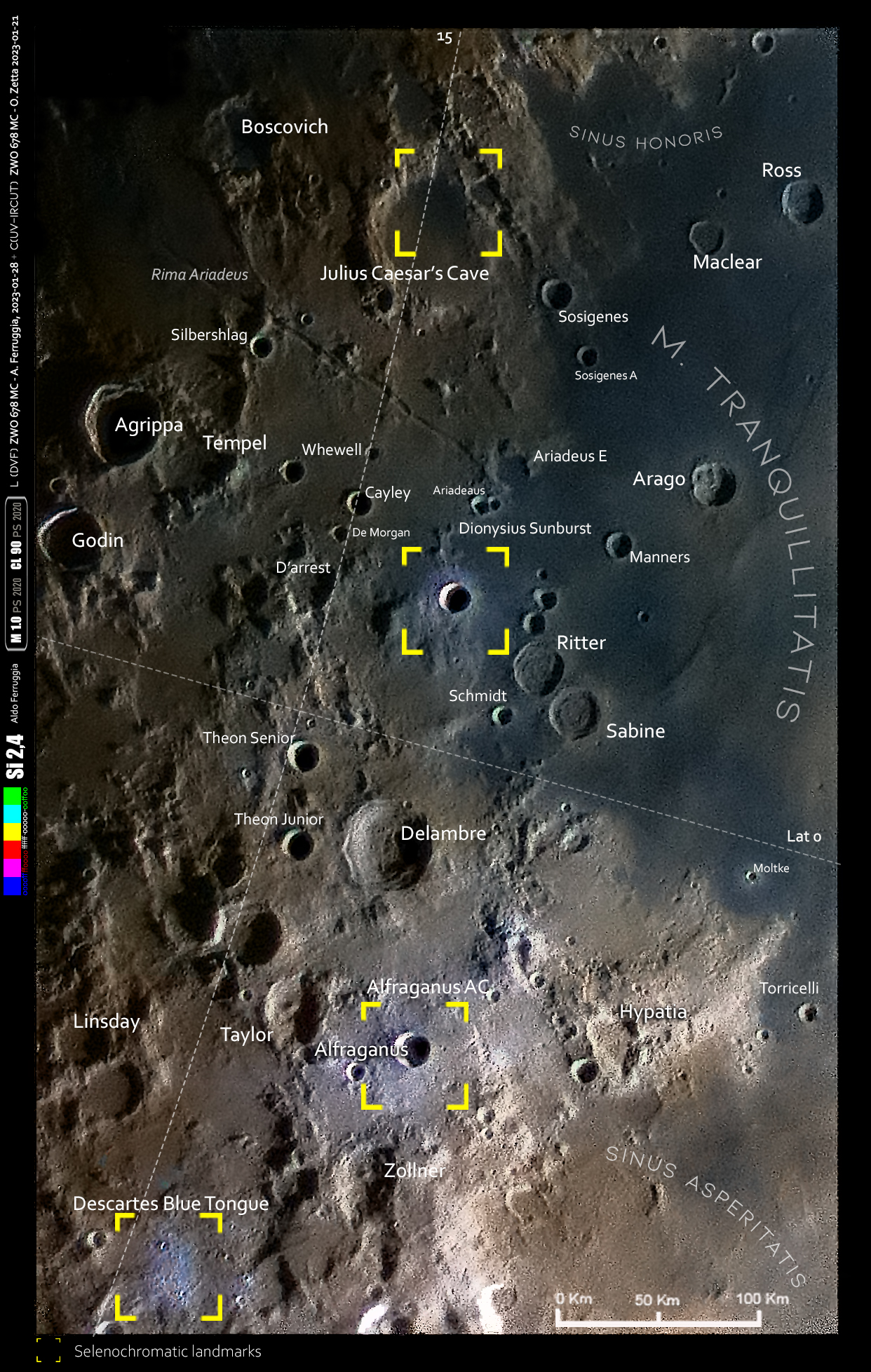
Il cratere (in basso) con le strutture vicine in una Immagine Selenocromatica(Si)

Taylor è un cratere lunare di 36,35 km situato nella parte sud-orientale della faccia visibile della Luna.